# یوپه رونانسو
یوپه رونانسو (فنلاندی: Jope Ruonansuu؛ ‏ ۱۵ آوریل ۱۹۶۴ – ۱۸ ژوئیهٔ ۲۰۲۰) بازیگر، موسیقی‌دان و کمدین اهل فنلاند بود.
از فیلم‌هایی که وی در آن‌ها نقش داشته‌است، می‌توان به ماتی: جهنم برای قهرمانان اشاره نمود.